# Cídies (poeta)
Cídies o Cidides (en grec antic: Κυδίας o Κυδίδης, llatí: Cydias o Cydides) fou un dels més poetes més antics deGrècia, que Plutarc classifica juntament amb Mimnerm i Arquíloc. Possiblement era també l'autor d'un himne molt popular a Atenes en temps d'Aristòfanes, al qual uns escolis a Els núvols anomenen Cidides, de qui es diu que era natural d'Hermíona.